# NGC 5698
NGC 5698 é uma galáxia espiral barrada (SBb) localizada na direcção da constelação de Boötes. Possui uma declinação de +38° 27' 16" e uma ascensão recta de 14 horas, 37 minutos e 14,6 segundos.
A galáxia NGC 5698 foi descoberta em 16 de Maio de 1787 por William Herschel.